# Episodi de Il commissario Moulin (seconda stagione)
| nº | Titolo originale       | Titolo italiano | Prima TV Francia  | Prima TV Italia |
| -- | ---------------------- | --------------- | ----------------- | --------------- |
| 1  | Le Transfuge           |                 | 10 settembre 1980 |                 |
| 2  | La bavure              |                 | 10 febbraio 1981  |                 |
| 3  | L'amie d'enfance       |                 | 5 novembre 1981   |                 |
| 4  | Le patron              |                 | 7 gennaio 1982    |                 |
| 5  | Une promenade en forêt |                 | 29 aprile 1982    |                 |
| 6  | Un hanneton sur le dos |                 | 14 ottobre 1982   |                 |

## Le Transfuge
- Titolo originale: Le Transfuge
- Diretto da: Claude Boissol
- Scritto da: Paul Andréota
- Attori: Lorraine Bracco

## La bavure
- Titolo originale: La bavure
- Diretto da: Claude Grinberg
- Scritto da: Paul Andréota
- Attorio: Raymond Pellegrin

## L'amie d'enfance
- Titolo originale: L'amie d'enfance
- Diretto da: Jean Kerchbron
- Scritto da: Sylvain Joubert
- Attori: Claude Jade

## Le Patron
- Titolo originale: Le patron
- Diretto da: Claude Boissol
- Scritto da: Paul Andréota
- Attori: Paul Le Person